# العلاقات التوفالية الكورية الشمالية
العلاقات التوفالية الكورية الشمالية هي العلاقات الثنائية التي تجمع بين توفالو وكوريا الشمالية.

## مقارنة بين البلدين
هذه مقارنة عامة ومرجعية للدولتين:
| وجه المقارنة                                              | توفالو                         | كوريا الشمالية                        |
| --------------------------------------------------------- | ------------------------------ | ------------------------------------- |
| المساحة (كم2)                                             | 26                             | 120.54 ألف                            |
| عدد السكان (نسمة)                                         | 11.19 ألف                      | 25.49 مليون                           |
| الكثافة السكانية (ن./كم²)                                 | 43.04 ألف                      | 211.47                                |
| العاصمة                                                   | فونافوتي                       | بيونغيانغ                             |
| اللغة الرسمية                                             | اللغة التوفالوية، لغة إنجليزية | لغة كوريا الشمالية القياسية ‏          |
| العملة                                                    | دولار توفالو                   | وون كوري شمالي                        |
| الناتج المحلي الإجمالي (بليون دولار)                      | 39.73 مليون                    |                                       |
| الناتج المحلي الإجمالي (تعادل القوة الشرائية) بليون دولار | 38.93 مليون                    |                                       |
| الناتج المحلي الإجمالي الاسمي للفرد دولار أمريكي          | 3.29 ألف                       |                                       |
| الناتج المحلي الإجمالي للفرد دولار أمريكي                 | 3.77 ألف                       |                                       |
| مؤشر التنمية البشرية                                      |                                |                                       |
| رمز المكالمات الدولي                                      | +688                           | +850                                  |
| رمز الإنترنت                                              | .tv                            | .kp                                   |
| المنطقة الزمنية                                           | ت ع م+12:00                    | ت ع م+08:30، ت ع م+08:30، ت ع م+09:00 |

## منظمات دولية مشتركة
يشترك البلدان في عضوية مجموعة من المنظمات الدولية، منها:
| علم المنظمة | اسم المنظمة              | تاريخ انضمام توفالو | تاريخ انضمام كوريا الشمالية |
| ----------- | ------------------------ | ------------------- | --------------------------- |
|             | الأمم المتحدة            | 5 سبتمبر 2000       | 17 سبتمبر 1991              |
|             | الاتحاد البريدي العالمي  | ?                   | ?                           |
|             | يونسكو                   | 21 أكتوبر 1991      | 18 أكتوبر 1974              |
|             | الاتحاد الدولي للاتصالات | 15 أغسطس 1996       | ?                           |

## وصلات خارجية
- موقع وزارة الخارجية الكورية الشمالية